# Harmonix
Harmonix Music Systems (o también Harmonix) es una empresa fabricante de videojuegos ubicada en Cambridge, Massachusetts. La empresa es reconocida por sus aportes en el género de los videojuegos de música donde han ganado diferentes premios por sus títulos, entre los que destacan Guitar Hero y Rock Band.
MTV Networks, división de Viacom, compró Harmonix en septiembre de 2006. En enero de 2011, tras las deudas acumuladas por las relativas ventas bajas de sus productos, Viacom decidió vender el estudio al fondo de inversión Columbus Nova. Fue adquirida por Epic Games en 2021.

## Historia

### Formación
Harmonix fue fundada en 1995 por Alex Rigopulos y Eran Egozy, ambos alumnos del Instituto Tecnológico de Massachusetts, donde se conocieron. Sus aficiones se complementaban, dado que Egozy era un ingeniero informático con interés en la música, mientras que Rigopulos era un compositor al que le llamaba la atención la programación; ambos se conocieron mientras trabajan en el MIT Media Lab. La chispa saltó cuando descubrieron un sistema informático que era capaz de sintetizar música al vuelo, gracias a un algoritmo que lo guiaba. Conectaron una palanca de juego para controlar el sistema y realizaron una demostración al resto de miembros del laboratorio, que quedaron sorprendidos por el invento. Ante la dificultad de encontrar un trabajo que satisficiera sus anhelos, decidieron que lo mejor era montar su propia empresa. La compañía fue levantada sobre la premisa de que tocar música debía convertirse en algo accesible a aquellos que, de otro modo, tuvieran problemas para aprender a tocar un instrumento tradicional.
La compañía fue fundada con un capital de unos 100,000 dólares y, durante los primeros cinco años, no proporcionó beneficio alguno. Su primer producto fue The Axe: Titans of Classic Rock on PC CD-ROM. The Axe daba la oportunidad a los consumidores de tocar fácilmente un instrumento musical empleando únicamente una palanca de juego conectada a su PC. Las ventas, sin embargo, no acompañaron, pues apenas alcanzaron las 300 unidades. Rigopulos y Egozy se dieron cuenta de que los usuarios, aunque inicialmente disfrutaban con el juego, perdían rápidamente el interés en él, tras apenas 15 minutos. El siguiente paso para la novata Harmonix fue un auténtico hito denominado CamJam. El funcionamiento era similar, solo que en este caso se prescindía de los botones y los sonidos se activaban detectando los movimientos del jugador con el uso de una cámara. El mejor comprador fue nada menos que Disney, que lo destinó a sus parques temáticos.

### La llegada a la cumbre
Tras años luchando desde la sombra para hacerse un hueco en la industria del videojuego, dieron con RedOctane, un fabricante de periféricos al que le habían llamado la atención los anteriores títulos de Harmonix. Fueron contratados para desarrollar un juego que tendría como mando una guitarra con botones, inspirada por el popular, en Japón, GuitarFreaks. De esta relación nació Guitar Hero, publicado por RedOctane en 2005. La guitarra tenía cinco botones con sus correspondientes colores y los jugadores debían apretar una cuerda virtual en forma de interruptor al tiempo que pulsaban los botones adecuados según lo que se mostraba en pantalla. El juego fue un éxito de crítica y público, lo que condujo en 2006 al lanzamiento de una inevitable secuela Guitar Hero II, la cual también generó grandes ventas.
En ese mismo año se produjeron dos movimientos que fueron claves para la compañía. Por un lado, Activision adquirió a su editora, RedOctane, haciéndose con los derechos de la franquicia Guitar Hero. Eso puso en el mercado a Harmonix, que seguía siendo independiente, y el interés de otras empresas se vio cristalizado con su compra por parte de MTV Networks. Esta filial del grupo de comunicación Viacom, anunció en septiembre de 2006 que había adquirido Harmonix por unos 175 millones de dólares. El último Guitar Hero firmado por el estudio salió el año siguiente, en julio de 2007, bajo el nombre de Guitar Hero Encore: Rocks the 80s, a causa de las obligaciones contractuales que aún les unían a RedOctane. Durante ese tiempo fueron trabajando en lo que podría haber sido la expansión de la serie con la unión de otros instrumentos, lo que lógicamente llevó a la creación de Rock Band.
El juego fue lanzado en noviembre de 2007, esta vez ya bajo el auspicio de MTV Games, y siguió la estela del estilo que crearon con Guitar Hero. La principal novedad en Rock Band era la inclusión de nuevos periféricos: un bajo, un micrófono y una batería. También inauguró un sistema de pago de descargas de canciones, que ampliaba el catálogo musical más allá del lanzamiento inicial con actualizaciones semanales. En diciembre de 2008 se contabilizaban más de 500 canciones disponibles y las ventas habían alcanzado los 28 millones. En 2008 se puso a la venta la segunda entrega de la serie, Rock Band 2, en PlayStation 3, Wii, PlayStation 2 y Xbox 360. Se mejoraron los instrumentos e incluyeron algunas características nuevas, pero se mantuvo la compatibilidad con los periféricos y las canciones descargables existentes.
Poco después de la adquisición de Harmonix por parte de MTV, en diciembre de 2006, el presidente de la cadena inició unas conversaciones con Dhani Harrison, hijo de George Harrison, para hacerse con los derechos de las canciones de los Beatles para un videojuego. Las negociaciones continuaron con la discográfica, Apple Records, y terminaron satisfactoriamente, como se pudo comprobar con el lanzamiento de The Beatles: Rock Band. El juego muestra la historia de la banda de Liverpool y contiene 45 canciones de su época junto a la discográfica EMI, entre 1962 y 1969.

## Videojuegos
- Frequency (2001)
- Amplitude (2003)
- Karaoke Revolution (2003)
- Karaoke Revolution Vol. 2 (2004)
- Karaoke Revolution Vol. 3 (2004)
- EyeToy: AntiGrav (2004)
- Karaoke Revolution Party (2005)
- Guitar Hero (2005)
- CMT Presents: Karaoke Revolution Country (2006)
- Guitar Hero II (2006)
- Guitar Hero Encore: Rocks the 80s (2007)
- Phase (2007)
- Rock Band (2007)
- Rock Band 2 (2008)
- Rock Band Unplugged (2009)
- The Beatles: Rock Band (2009)
- Lego Rock Band (2009)
- Rock Band: Mobile (2009)
- Green Day: Rock Band (2010)
- Rock Band 3 (2010)
- Dance Central (2010)
- Dance Central 2 (2011)
- Dance Central 3 (2012)
- Rock Band Blitz (2012)
- Dance Central Spotlight (2014)
- Rock Band 4 (2015)
- DropMix (2017)
- Fuser (2020)
- Fortnite Festival (2023)